# Epizeuxis vancouverensis
Epizeuxis vancouverensis là một loài bướm đêm trong họ Noctuidae.